# Quartier Mozart
 Quartier Mozart  es una película coproducción de Camerún y Francia filmada en colores dirigida por Jean-Pierre Bekolo sobre su propio guion que se estrenó en agosto de 1992 en el Festival Internacional de Cine de Locarno y tuvo como actores principales a Pauline Andela, Jimmy Biyona, Essindi Mindja y Sandrine Ola'a. Fue rodada en  Etam-Bafia, Camerún.

## Sinopsis
Un sortilegio transforma a una joven en un exitoso Casanova apodado “My Guy” y a su alrededor aparecen diversos personajes estrafalarios, incluyendo la hija de un policía polígamo a la que My Guy seduce y una bruja que puede hacer desaparecer los genitales masculinos con un apretón de mano. Una combinación de ambiente típicamente africano y personajes altamente occidentalizados que trata de revelar la África de hoy.

## Reparto
Colaboraron en el filme los siguientes intérpretes:
- Pauline Andela
- Jimmy Biyona
- Essindi Mindja
- Sandrine Ola'a

## Críticas
El sitio  garethsmovies escribió:

”…una de las películas africanas contemporáneas más desafiantes, con una narrativa fragmentada…comienza … con una secuencia ingeniosa en la que los personajes clave se presentan directamente a la cámara…El resto de la película no mantiene constantemente la energía de la...apertura, incluso el espectador... puede encontrar confuso algo del progreso narrativo…pero Bekolo cita películas de todas las tradiciones, desde Touki Bouki hasta The Terminator, con un brío que lo marca como un cineasta idiosincrásico único. También ha sido bendecido con varias actuaciones extremadamente divertidas, incluidos…Jimmy Biyong y Essindi Mindja como Atango, quien afirma ser un hombre de mujeres educado en la Sorbona.”

André Videau opinó:

”La idea de escenificar una comedia urbana, tanto popular como fantástica, no carece de atracción. Su realismo satírico y social, un poco loco, entre clip y cómic, nos aleja de los caminos tradicionales del cine africano….la opción, informal, de llevar a la pantalla las obsesiones y las prácticas sexuales generalmente tabús y, sin embargo, particularmente en vigor en los suburbios de Yaundé…las tribulaciones de una niña descarada que después de una cura de brujería se convierten en un coqueteo impenitente, para eliminar con más eficacia las normas y los abusos del machismo local, no carecen de sabor. Especialmente porque, probablemente por error de dosificación entre marabutismo y afrodisíaco, ama a "Sábado", la pin-up más codiciada de la ronda.”

## Exhibiciones y premios
La película fue estrenada en el Festival Internacional de Cine de Locarno 1992 y el mismo año se la exhibió en el Festival Internacional de Cine de Chicago.
En Locarno Jean-Pierre Bekolo fue nominado al Premio Leopardo de Oro y galardonado on el Premio Especial Swissair/Crossair. En el Festival Internacional de Cine de Montreal 1992 ganó una mención especial como director debutante.